# Jade Neilsen
Jade Neilsen (Southport, 24 de julio de 1991) es una nadadora de competencia australiana. Fue seleccionada para representar a Australia en los Juegos Olímpicos de Verano 2012 en la prueba de relevos de 4 x 200 metros estilo libre.

## Vida personal
Neilsen nació el 24 de julio de 1991 en Southport, un suburbio de Gold Coast (Queensland). Surfer Paul Neilsen es su tío y en 1971, él era un campeón del mundo en el deporte. Otros deportes que ella está involucrada incluyen salvavidas de surf, ganando el evento de natación con tabla de rescate en el Campeonato de Australia 2006. A partir de 2012, asistió a la Universidad de Bond en la que estaba persiguiendo una licenciatura en gestión deportiva. A partir de 2012, vive en Surfers Paradise, Queensland.
Neilsen es de 175 centímetros (5 pies 9 pulgadas) de altura y pesa 70 kilogramos (150 libras).